# Hysteron-Proteron (rhetorische Figur)
Das Hysteron-Proteron („Das Spätere als Früheres“; Plural: Hystera-Protera; altgriechisch ὕστερον hýsteron „das Spätere, das Nachfolgende“, πρότερον próteron „das Frühere, das Vorausgehende“; deutsch „falsche Folge“) zählt zu den rhetorischen Figuren. Bei der Anwendung dieses Stilmittels kommt es zu einer Umkehrung der zeitlichen oder logischen Reihenfolge einer Aussage, das heißt: Der spätere Vorgang steht vor dem früheren.
Weil ein Hysteron-Proteron einen Bruch mit der zu erwartenden syntaktischen Ordnung darstellt, kann es zu den Satzfiguren gezählt werden.

## Beispiele
„Gleichwohl, als der Knecht schreckenblass, wenige Momente nachdem der Schuppen hinter ihm zusammenstürzte, mit den Pferden, die er an der Hand hielt, daraus hervortrat, fand er den Kohlhaas nicht mehr“

„Ich heiße somit Doris und bin getauft und christlich und geboren“

„Moriamur et in media arma ruamus“

„Lasst uns sterben und uns in die Waffen stürzen!“

Die oft als Beispiel zitierten Worte Mephistos

„Ihr Mann ist tot und lässt Sie grüßen“

beziehen ihre ironische Doppelbödigkeit daraus, dass sie zwar Marthe, die nicht weiß, mit wem sie spricht, als Hysteron-Proteron erscheinen müssen. Dem Publikum jedoch ist klar, dass der Verstorbene durch Mephisto tatsächlich aus dem Jenseits grüßen lässt.